# ورزشگاه بازی‌های مدیترانه

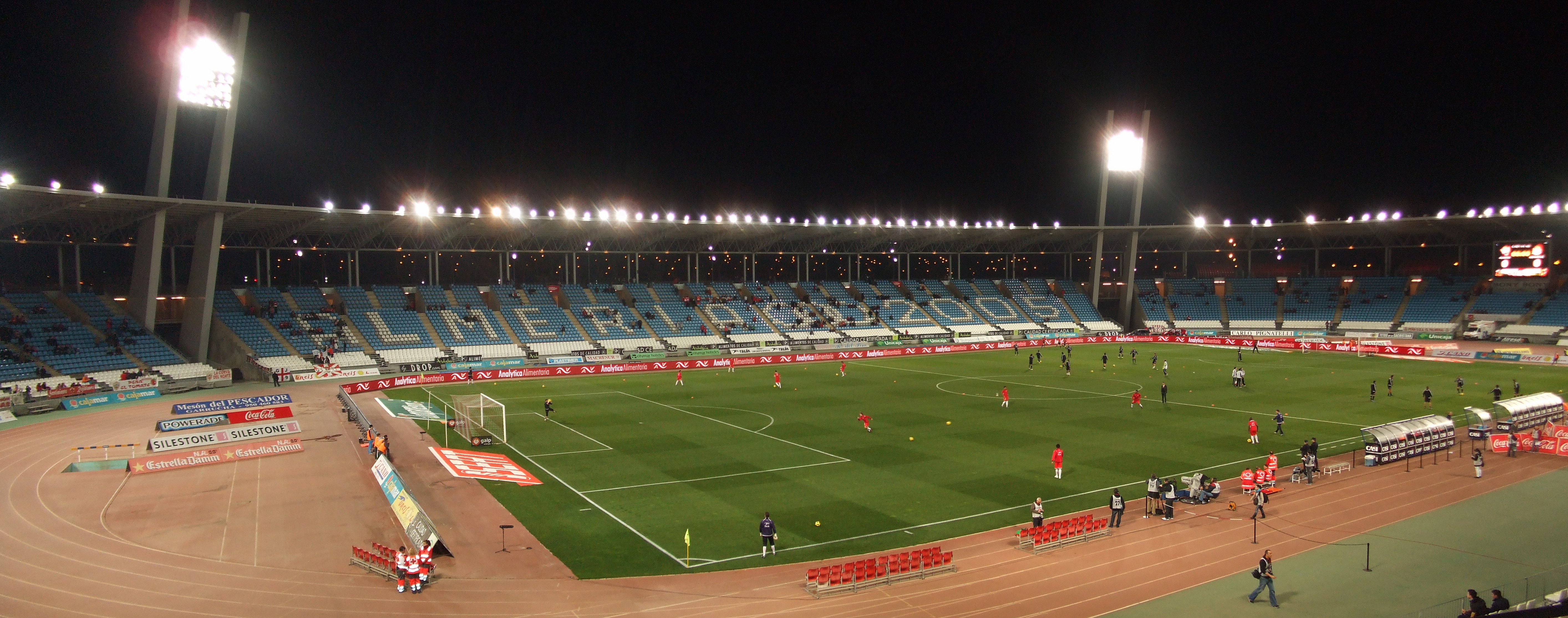
نمایی دیگر از این ورزشگاه

ورزشگاه بازی‌های مدیترانه (به اسپانیایی: Estadio de los Juegos Mediterráneos) با ظرفیت ۲۰٬۰۰۰ نفر یکی از ورزشگاه‌های فوتبال کشور اسپانیا است که در شهر آلمریا ایالت اندلس واقع شده‌است. این ورزشگاه در سال ۲۰۰۴ بازگشایی شد و در حال حاضر بازی‌های خانگی باشگاه فوتبال آلمریا در آن برگزار می‌گردد.